# Dirk Copeland
Dirk Olaf Copeland (ur. 5 września 1972 w Los Angeles) – amerykański kolarz torowy i szosowy, dwukrotny medalista torowych mistrzostw świata.

## Kariera
Pierwszy sukces w karierze Dirk Copeland osiągnął w 1991 roku, kiedy zdobył srebrny medal w indywidualnym wyścigu na dochodzenie na igrzyskach panamerykańskich w Hawanie. Na igrzyskach olimpijskich w Barcelonie w 1992 roku w tej samej konkurencji był dziewiąty, a na rozgrywanych dwa lata później mistrzostwach świata w Palermo wspólnie z Adamem Laurentem, Mariano Friedickiem i Carlem Sundquistem zdobył srebrny medal. W tej konkurencji Amerykanie w składzie: Mariano Friedick, Dirk Copeland, Zachary Conrad i Matt Hamon wywalczyli też brązowy medal na mistrzostwach świata w Bogocie w 1995 roku. Copeland brał również udział w igrzyskach olimpijskich w Atlancie w 1996 roku, gdzie wraz z kolegami był szósty.